# Щелепні
Щелепні, або Щелепнороті (Gnathostomata) — таксон тварин, звичайно у ранзі надкласу або інфратипу. У класичній систематиці інфратип Щелепні поділявся на два надкласи: Риб (Pisces) і Чотириногих (Tetrapoda). Але через те, що еволюційно останні є частиною перших, риби не є монофілетичною групою і більше не визнаються як «хороша» група.
Вважається, що щелепа еволюціонувала від дуги, що підтримувала зябра. Дуга дістала нову роль, збільшуючи потік води через зябра шляхом відкривання та закривання рота. Пізніше рот виріс більшим і ширшим, що давало змогу захоплювати невелику здобич. Механізм закривання-відкривання рота згодом став сильнішим і перетворився на щелепи. Змінені шкірні кістки на поверхні шкіри змістилися в рот і стали примітивними зубами.
Ще однією характеристикою щелепних тварин стали мієлінові нервові волокна і адаптивна імунна система.
Точні еволюційні відносини Щелепних описані у такій кладограмі:
```
Щелепні(Gnathostomata)
├─† 
Панцирні риби
 (Placodermi)
└─
Eugnathostomata

   ├─
Хрящеві риби
 (Chondrichthyes)
   └─
Кінцевороті
 (Teleostomi)
      ├─† 
Щелепозяберні
 (Acanthodii)
      └─
Кісткові риби
 (Osteichthyes, Euteleostomi) (вкл. четвероногих)
         ├─
Променепері
 риби (Actinopterygii)
         └─
Лопатепері
 риби (Sarcopterygii) (вкл. четвероногих)
            ├─
Целакантові
 (Coelacanthimorpha)
            └─
Choanata

               ├─
Двоякодихаючі риби
 (Dipnoi)
               └─
Чотириногі
 (Tetrapoda)
```